# حرب المناورة الاستكشافية
حرب المناورة الاستكشافية (بالإنجليزية: Expeditionary maneuver warfare أو EMW) هو المفهوم الحالي الذي يوجه كيفية تنظيم قوات مشاة البحرية الأمريكية ونشرها وتوظيفها. من خلال الاستفادة من المناورات الحربية والتراث الاستكشافي لسلاح مشاة البحرية، يؤكد هذا المفهوم على فرقة العمل البحرية الجوية - الأرضية المرنة من الناحية الاستراتيجية والمرنة من الناحية التكتيكية مع القدرة على عرض القوة ضد النقاط الحرجة في السواحل وخارجها.
تم تصميم حرب المناورات الاستكشافية لتلائم مفهوم «قاعدة البحر» للبحرية الأمريكية كما هو موضح في خطة قوة البحر 21.
أثر هذا المفهوم على توريد معدات مشاة البحرية في السنوات الأخيرة، مما أدى إلى شراء في-22 أوسبري، ومركبات القتال الاستكشافية، ولوكهيد مارتن إف-35 لايتنيغ الثانية وهاوتزر عيار 155 مم.
هناك مجالان من المجالات التي تثير القلق حاليًا: عدم كفاية الإمدادات لقوة المناورة، والإخلاء الطبي في الوقت المناسب.

## دعم المفاهيم التشغيلية
- مناورة السفينة إلى الهدف
- تعزيز القاعدة البحرية الشبكية
- عمليات متواصلة على الشاطئ
- العمليات الاستكشافية الأخرى